# Bithia latigena
Bithia latigena är en tvåvingeart som först beskrevs av Herting 1968.  Bithia latigena ingår i släktet Bithia och familjen parasitflugor. Inga underarter finns listade i Catalogue of Life.